# (3200) Faetón
(3200) Faetón (Phaethon en inglés) es un asteroide que forma parte de los asteroides Apolo, descubierto el 11 de octubre de 1983 por IRAS, Infrared Astronomical Satellite desde el Observatorio espacial IRAS, proyecto internacional.
Tiene una inusual órbita que lo lleva más cerca del Sol que cualquier otro asteroide con nombre (hay que anotar, sin embargo, que hay numerosos asteroides sin nombre, incluidos tres de ellos numerados, con menor perihelio, tales como (137924) 2000 BD19).

## Descubrimiento, designación y nombre
Faetón fue el primer asteroide descubierto usando imágenes desde un satélite artificial. Simon F. Green y John K. Davies lo descubrieron en imágenes del 11 de octubre de 1983 mientras buscaban datos para objetos en movimiento en el Infrared Astronomical Satellite (IRAS). Fue anunciado el 14 de octubre en IAUC 3878 con confirmación óptica por Charles T. Kowal, quien lo registró por ser de apariencia esteroidal. Está asociado con la corriente de meteoritos Gemínidas teniendo la distancia de perihelio más pequeña conocida para un cuerpo en una órbita de periodo corto. Su designación provisional fue 1983 TB. Fue nombrado Faetón en homenaje a Faetón, el hijo de Helios, que tomó las riendas del carro solar durante un día, perdió el control y casi prende fuego a la Tierra.

## Características orbitales
Está situado a una distancia media del Sol de 1,271 ua, y en su perihelio se acerca al Sol a menos de la mitad de la distancia del perihelio de Mercurio. Cruza las órbitas de Mercurio, Venus, la Tierra y Marte. La temperatura de la superficie en el perihelio puede alcanzar los ~1025 K., pudiendo alejarse hasta 2,402 ua y acercarse hasta 0,1399 ua. Su excentricidad es 0,889 y la inclinación orbital 22,25 grados. Emplea 523,502 días en completar una órbita alrededor del Sol.
Se sospecha que también puede ser miembro de la familia Palas de asteroides.

## Características físicas y observación
La órbita de Faetón parece más la de un cometa que la de un asteroide. Sin embargo, nunca se le ha observado mostrar una coma, eyección de gas o cola de polvo, características típicas de los cometas. Pese a esto, poco después de su descubrimiento, Fred Whipple observó que los «elementos orbitales de 1983 TB mostrados en IAUC 3879 eran virtualmente coincidentes con los elementos orbitales medios de 19 meteoros Gemínides fotografiados con la cámara de meteoros super-Schmidt». En otras palabras, Faetón es el largamente buscado progenitor de la lluvia de meteoros, de mediados de diciembre, de las Gemínidas.
La composición de Faetón nos da pistas sobre su posible origen cometario; está clasificado como un asteroide de tipo S porque está compuesto de material oscuro. Desde Faetón se han descubierto otros objetos que muestran características mixtas entre cometas y asteroides, tales como 133P/Elst-Pizarro.

## Características físicas
La magnitud absoluta de Faetón es 14,6. Está asignado al tipo espectral F según la clasificación Tholen B según la clasificación SMASSII.

## Recientes aproximaciones

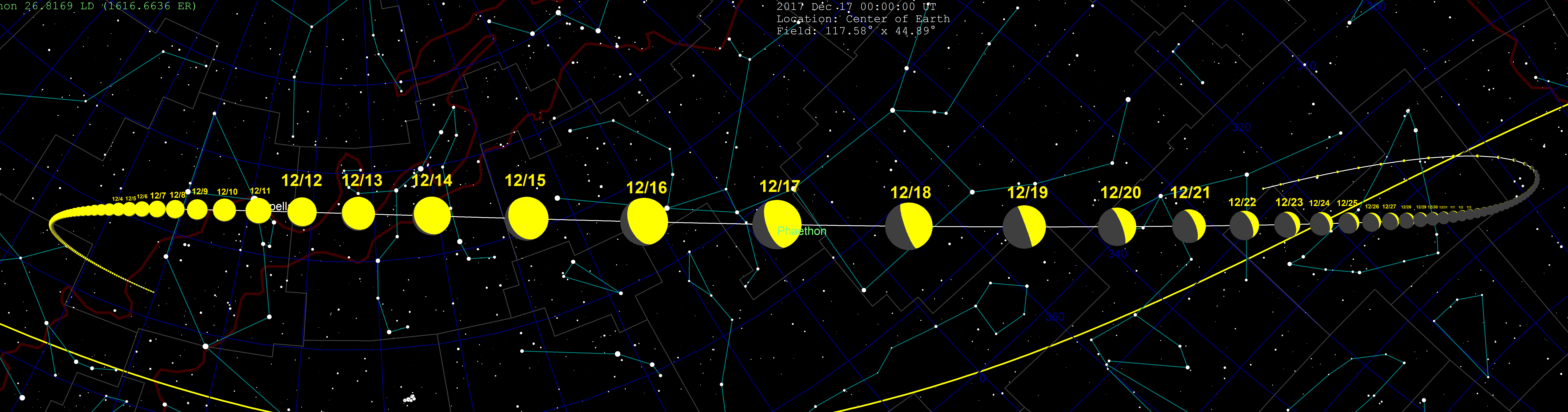
Camino en el cielo en 2017

Los próximos acercamientos a la órbita terrestre se producirán el 11 de diciembre de 2050, el 18 de diciembre de 2060, el 22 de diciembre de 2103 y el 13 de diciembre de 2136, entre otros, siendo la aproximación más cercana la que se producirá el 14 de diciembre de 2093, pasando a 0,0198 UA (3,0 Gm).
Cuando Faetón alcanzó su perihelio en julio de 2009, fue más brillante de lo que se esperaba, detectándose por el satélite STEREO-A un brillo no usual, con un factor de dos.